# Sedat Mehder
Sedat Mehder (* 1970 in der Türkei) ist ein deutscher Fotograf.
Im Alter von zwei Jahren kam Mehder nach Deutschland, wo er seither lebt. Seit 1991 arbeitet er freischaffend als Fotograf. Ein späteres Foto-Filmdesign-Studium nahm er an der Fachhochschule Dortmund auf. Sein Foto-Essay Deutschland – eine Moschee wurde 2001 Gewinner des Studierendenwettbewerbs des Bundesinnenministeriums. 2002 folgte für Die üblichen Verdächtigen ... eine weitere Auszeichnung innerhalb desselben Wettbewerbs.
Fotoarbeiten Mehders finden sich in zahlreichen Büchern insbesondere zu deutsch-türkischen Themen, aber auch in großen deutschen Zeitungen (u. a. Süddeutsche Zeitung). In den letzten Jahren hat Mehder Prominentenporträts aufgenommen, etwa von Murat Uyurkulak und Monica Frassoni.  Mehders Fotografien des Nobelpreisträgers für Literatur Orhan Pamuk werden von diesem auf seiner deutschen Internetpräsenz verwendet.
Mit Cem Özdemirs Sachbuch für Jugendliche und junge Erwachsene Die Türkei (2008) erschien erstmals ein mit Mehders Fotografien illustriertes Buch.

## Veröffentlichungen
- Zusammen mit Cem Özdemir: Die Türkei. Politik, Religion, Kultur. Weinheim 2008, Beltz & Gelberg Verlag, ISBN 978-3-407-75343-4

## Einzelbelege
1. ↑  Archivierte Kopie (Memento des Originals vom 4. März 2016 im Internet Archive)  Info: Der Archivlink wurde automatisch eingesetzt und noch nicht geprüft. Bitte prüfe Original- und Archivlink gemäß Anleitung und entferne dann diesen Hinweis.
2. ↑  http://www.bmi.bund.de/nn_164602/Internet/Content/Themen/Wettbewerbe/2002/3__Preis__Sedat__Mehder__Id__90355__de.html@1@2Vorlage:Toter+Link/www.bmi.bund.de+(Seite+nicht+mehr+abrufbar,+festgestellt+im+Mai+2019.+Suche+in+Webarchiven) Datei:Pictogram+voting+info.svg Info:+Der+Link+wurde+automatisch+als+defekt+markiert.+Bitte+prüfe+den+Link+gemäß+Anleitung+und+entferne+dann+diesen+Hinweis.
3. ↑   (Seite nicht mehr abrufbar, festgestellt im Oktober 2018. Suche in Webarchiven) sueddeutsche.de
4. ↑  Archivierte Kopie (Memento des Originals vom 13. Oktober 2008 im Internet Archive)  Info: Der Archivlink wurde automatisch eingesetzt und noch nicht geprüft. Bitte prüfe Original- und Archivlink gemäß Anleitung und entferne dann diesen Hinweis.
5. ↑  Cem Özdemir: Die Türkei. Politik, Religion, Kultur. (Ab 12 Jahre). In: perlentaucher.de. Abgerufen am 16. März 2024.